# Конец нашего света
«Конец нашего света» — польский художественный фильм 1964 года об ужасах нацистского концлагеря Освенцим, снятый режиссёром Вандой Якубовской по автобиографической повести Тадеуша Голуя (исполнившего в фильме второстепенную роль) под тем же названием — и режиссёр, и сценарист лично прошли через этот концлагерь, чудом там выжив.

## Сюжет
Фильм построен как воспоминания бывшего заключённого концлагеря Освенцим, снят на местах реальных событий.
Поляк Хенрик Матуля подвозит молодую американскую пару, желающую осмотреть лагерь в Освенциме. Во время осмотра музея вместе с ними раскрывается, что он сам бывший узник этого лагеря; для него возвращение в эти места спустя почти 20 лет — лавина сильных воспоминаний о трагической смерти жены, о попытке спасти цыганских детей, об аресте, борьбе за выживание, бессильном противостоянии эсэсовцам… Он вспоминает как чудом пережил многомесячное заключение в этом одном из самых страшных фашистских лагерей смерти — он был здесь в том числе в рядах зондeркоманды из заключённых, обслуживающих газовые камеры и крематорий. Перед его глазами прошли ужасы, царившие в нацистских застенках, и как он с группой подпольщиков, рискуя жизнью, спасал людей от газовых камер, добывал лекарства и питание для больных, участвовал в организации восстания и массовом побеге из лагеря накануне его уничтожения немцами ввиду приближения советских войск, тем самым предотвратив уничтожение нацистами следов чудовищных преступлений.

Сценарной основой фильма «Конец нашего света» стала повесть писателя Тадеуша Голуя под тем же названием. Автор, бывший узник Освенцима, рассказал мужественную и драматическую историю о людях, боровшихся за своё достоинство, за свободу в самых нечеловеческих условиях, когда казалось, что конец света неизбежен, близок и неотвратим. Это фильм об отвратимости конца света, о надежде, завоеванной не покорностью, а усилиями борьбы, сопротивлением злу.— Кино Польши / Янина Маркулан. — М.: Искусство, 1967—290 с. — стр. 36

## В ролях
Сам автор повести сценария Тадеуш Голуй играет в фильме небольшую, но весьма значительную роль — одного из руководителей движения Сопротивления в лагере. Его Адам во многом автобиографичен.
- Лех Сколимовский — Хенрик Беднарек, он же — Матуля
- Тереса Вициньская — Марийка, его жена
- Крыстын Вуйцик — Самек
- Владислав Гломбик — Виктор
- Тадеуш Голуй — Адам
- Тадеуш Мадея — Болек
- Эдвард Кушталь — Чарны
- Тадеуш Теодорчик — майор Гиль
- Адам Форналь — Карол
- Тадеуш Богуцкий — Ян Смолик
- Мечислав Висневский — ротмистр
- Ежи Пшибыльский — Давид, член зондеркоманды
- Эльжбета Старостецкая — Юлия Штейн
- Фердинанд Матысик — Рудольф
- Януш Сыкутера — эсэсовец
- Пётр Аугустыняк — Вирт, доктор-эсэсовец
- Иероним Конечка — лагерфюрер
- Ежи Новак — блокфюрер
- Лех Гжмоциньский — шеф гестапо
- Владислав Павлович — комендант
- Станислав Шимчик — эсэсовец
- Ян Адамский — узник Освенцима
- Анджей Бальцежак — узник, избивающий евреев и священников
- Павел Бальды — эсэсовец
- Аркадиуш Базак — русский узник Освенцима
- Виргилиуш Грынь — русский узник Освенцима
- Александр Беднаж — узник Освенцима
- Ежи Белецкий — узник Освенцима
- Ежи Биньчицкий — узник Освенцима
- Мариан Цебульский — Мис, узник Освенцима
- Януш Хелмицкий — священник, узник Освенцима
- Анджей Газдечка — узник Освенцима
- Антони Юраш — штубовый
- Анджей Копичиньский — капо по прозвищу «Кровавый Юзек»
- Рышард Рончевский — член зондеркоманды
- Ежи Сивы — эсэсовец
- Александра Кажиньская — эсэсовка
- Антони Жулиньский — профессор Вернер, узник Освенцима

Фильм дублирован на русский язык на Киностудии им. М. Горького; режиссёр дубляжа М. Володин; звукооператор дубляжа С. Юрцев.

## Литературная основа
В основе сценария фильма — одноимённая автобиографическая повесть польского писателя Тадеуша Голуя, название которой на русский язык обычно переводится как «Конец нашего мира».
Повесть написана в 1956 году, удостоена премии министра культуры и искусства (1962), на польском книга к 1984 году была переиздана пять раз. О переводе книги на русский язык неизвестно, но книга получила положительные отзывы в СССР, отмечалась документальность произведения:

Свою книгу «Конец нашего мира» Тадеуш Голуй предлагает рассматривать как повесть. «… Тем не менее это только повесть, — пишет он в послесловии, — но не хроника, дневник и автобиография». И всё-таки эта книга выглядит как документ, как обширное свидетельское показание, автор лишь по своему усмотрению располагал данные действительности, хроники, дневника, автобиографии и так далее, чтоб более выпукло представить картину освенцимского ада. Голос фактов и событий заглушает голос отдельных лиц и самого автора ПОМИМО его воли. … И урок, который извлекает из книги читатель, в том, что для спасения себя нельзя заниматься собственным спасением…— журнал «Новый мир», 1966

«Конец нашего мира» — это не столько роман о лагере, сколько скорее об идейном созревании довоенного либерала. Лагерь для героя — место, где рушатся его теории, вынесенные из довоенного периода. … выясняется, что его убеждения … рушатся перед лицом лагерной реальности. Лагерь даёт осознание, что только коммунизм способен победить фашизм.
Оригинальный текст (пол.)Koniec naszego świata jest nie tyle powieścią o obozie, co raczej o dojrzewaniu ideowym przedwojennego liberała. Obóz jest dla Bednarka przede …wszystkim miejscem, gdzie walą się w gruzy jego teorie wyniesione z okresu przedwojennego (w tym sensie dostrzec można zbieżności między Końcem naszego świata i Apelem Andrzejewskiego) . Bednarek wyznawał niegdyś: "teorię pozytywnych faktów bez względu na ustrój, rząd i wypadki" (s. 13). Okazuje się jednak, iż jego przekonania , że " ostatecznie wszystko sprowadza się do moralnej wartości jednostek i do ich ilości w społeczeństwie . Kiedy nie można budować innych pozytywnych faktów, zawsze jeszcze można budować. pozytywne wartości człowiecze " (s . 19420), musi upaść w obliczu rzeczywistości obozowej . Obóz każe mu dostrzec siłę grupy i prawdziwość założeń komunizmu . Obóz uświadamia , że tylko komunizm zdolny jest pokonać faszyzm.
— Przegląd humanistyczny, Том 22,Выпуски 7-12. — Państwowe Wydawn. Naukowe, 1978. — s. 129

## Критика
Не будет вреда произведению, если я скажу, что в плоскости личных сюжетов фильм немного неравномерен. Вероятно, это связано с небывалым сгущением моральных и психологических проблем … , не все из которых можно было драматургически развить. Завораживает, напротив, — и совершенно не подлежит сомнению — все то, что можно было бы назвать монументальным пейзажем фабрики смерти. Фильм, который, апеллируя к памяти преступления, говорит нам: «будьте бдительны».
Оригинальный текст (пол.)nie będzie krzywdą dla dzieła, jeżeli powiem , że w płaszczyźnie wątków osobowych film jest trochę nierówny . Wynika to zapewne z niebywałego zagęszczenia problemów moralnych i psychologicznych … , z których nie wszystkie można było dramaturgicznie rozwinąć . Fascynujące natomiast — i całkowicie nie do zakwestionowania — jest wszystko to, co nazwać by można monumentalnym pejzażem fabryki śmierci. film, który apelując o pamięć zbrodni, mówi do nas: bądźcie czujni".
— киновед Ежи Тёплиц
Неоднократно подчёркивалась, что режиссёр и сценарист лично знакомы с темой — были заключёнными Освенцима:

О людях, которые не поддались лагерному злу, нашли в себе сопротивление и силу противостоять ему. И эта история не просто плод воображения, а опирается на подлинные события и документы, а иногда и на людей из лагерной жизни. … Ванда Якубовская, как и Голуй, участвовала в сопротивлении в концентрационном лагере, а после войны сняла громкий фильм.
Оригинальный текст (пол.)Koniec naszego świața Tadeusza Hołuja opowiada o ludziach, którzy nie ulegli obozowemu złu, znaleźli w sobie odporność i siłę stawienia mu czoła . A opowieść ta nie jest jedynie wytworem wyobraźni, lecz wspiera się na autentycznych zdarzeniach i dokumentach, a niekiedy i osobach z obozowego życia . Koniec naszego świata został spopularyzowany szeroko dzięki przeniesieniu powieści na ekran . Dokonała tego Wanda Jakubowska, która — podobnie jak Hołuj — uczestniczyła w lewicowym ruchu oporu w obozie koncentracyjnym, a w kilka lat po wojnie zrealizowała głośny film Ostatni etap . Ona też napisała scenariusz do filmu, który
— Twórczość Tadeusza Hołuja / Marian Stępień. — Wydawn. Szkolne i Pedagogiczne, 1985. — 157 s. — c. 64

Тадеуш Голуй какое-то время возглавлял организацию бывших узников, он же вместе с режиссёром Вандой Якубовской (также прошедшей Аушвиц) собирал сотни свидетельств для масштабного художественного фильма о лагере «Конец нашего света» (1964).— У печей крематория. Про письма узников нацистских лагерей с того света // Независимая газета, 21 марта 2019

## Награды
Фильм номинировался на кинопремию «Złota Kaczka» («Золотая утка») польского журнала «Film», получил второй приз.